# Плац

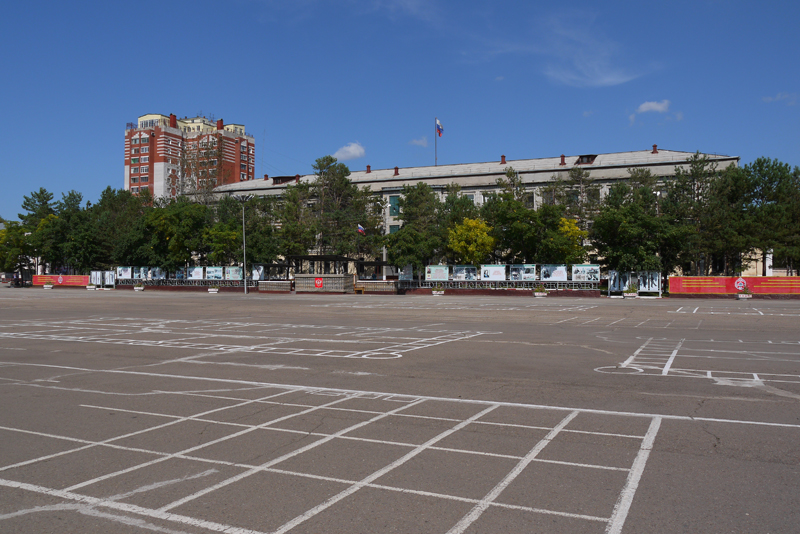
Плац ДВВКУ.

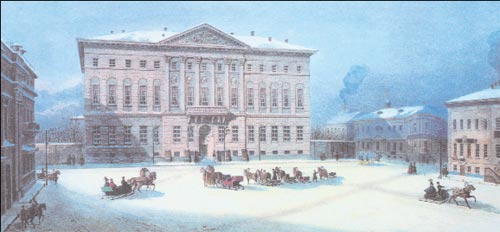
Плац на картине «Дом генерал-губернатора на Тверской улице.», Москва.

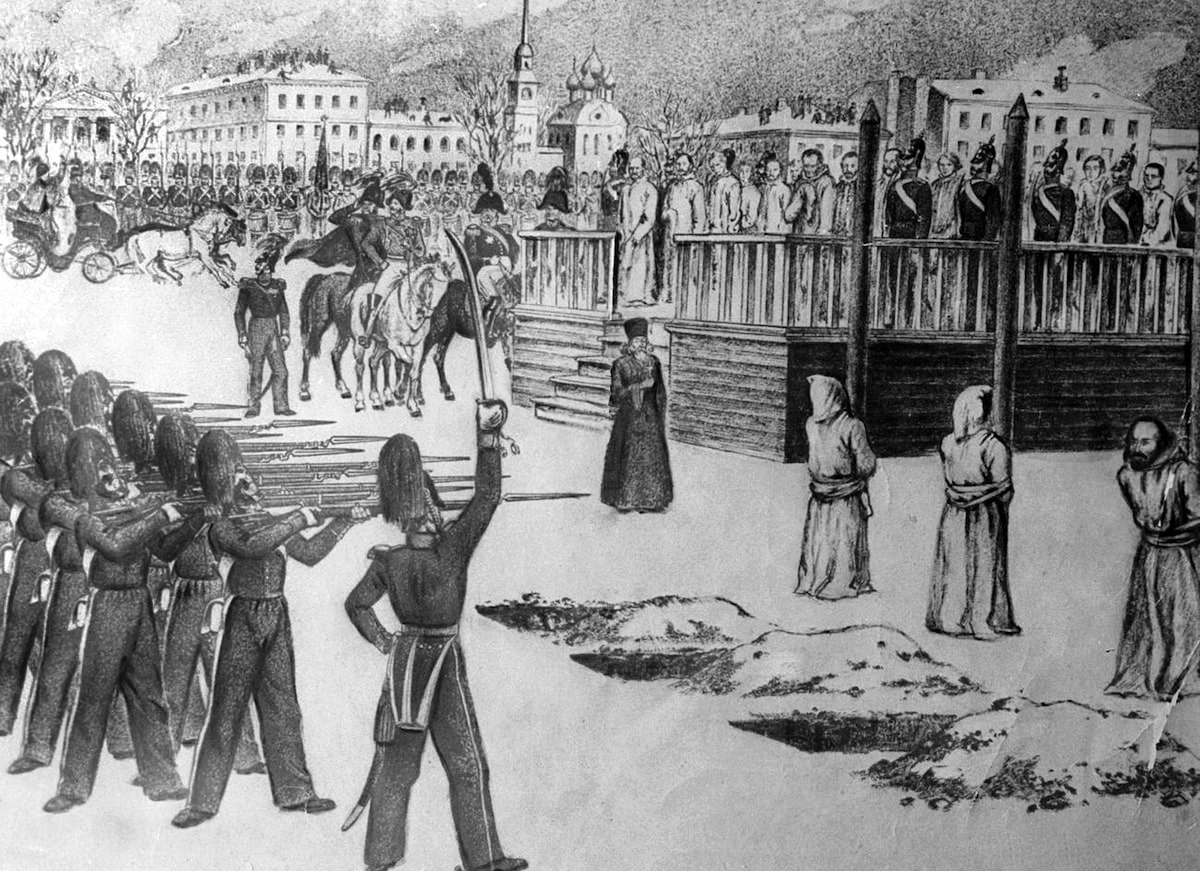
«Обряд казни на Семёновском плацу», рисунок Б. Покровского, 1849 год.

Плац (нем. Platz, от фр. place — место, площадь, поле боя, позиция), устар. плац-парад — площадь (место) на территории города (ранее), крепости, и площадка на служебной территории военного городка войсковой части.

## Назначение
Плац в военном городке, на служебной части, служит местом проведения следующих мероприятий:
- Проведение строевой подготовки личного состава воинской части;
- Проведение строевого смотра. Строевой смотр — это основной вид проверки боеготовности личного состава, проверки наличия и состояния личного состава и штатного вооружения;
- Проведение части физической подготовки (комплекс вольных упражнений для военнослужащих);
- Проведение внутренних мероприятий по функционированию воинской части: развод (общее построение личного состава), развод личного состава перед приёмом пищи, развод наряда (построение и проверка суточного наряда заступающего на дежурство, а также караула);
- Проведение торжественных построений и парадов.

Способы перемещения через строевой плац:
- Бегом, строевым шагом, в составе групп при прохождении торжественным маршем.

На территории городов, где существовали плацы, проводились гарнизонные мероприятия:
- парады;
- смотры;
- развод караулов;
- и так далее.